# 전쟁과여성인권박물관
전쟁과여성인권박물관(戰爭과女性人權博物館, 영어: War and Women’s Human Rights Museum)은 서울특별시 마포구 성산동에 위치한 사립박물관이다.
2012년 4월 26일 준공하여 2012년 5월 5일 개관하였다. 한국정신대문제대책협의회에서 운영하며 일본군 위안부 피해자들을 기억·추모하면서 그들의 평화 메시지를 알리기 위한 장소이다.
박물관은 당초 서울시의 도움으로 서대문독립공원에 지으려 했으나 '순국선열에 대한 명예훼손'이라 주장한 광복회 등의 반대로 무산되었다. 그래서 새로운 장소로 성산동 주택가의 한 주택을 매입, 리모델링 하여 지금에 이르게 되었다. 건축비는 10년간 이루어진 시민 모금 20억원으로 이루어졌다. 건물은 4만 5천장의 검은 벽돌로 구성되었는데 이는 피해자들과 기부자들이 쌓은 평화의 메시지를 의미한다. 박물관 건축을 맡은 와이즈 건축은 이로 인해 2012년 서울건축문화제에서 서울시 건축상, 최우수상을 수상하였다.
사건 사고로 2012년 8월 22일 박물관 입구에 “다케시마는 일본 땅”이라 쓰인 말뚝이 부착되고, 박물관 주차장 입구 벽에 “위안부=성노예라는 거짓말을 그만하라”고 쓰인 전단지가 부착되는 일이 발생하였다. 이는 일본인 2명에 의한 일로 행위 직후 이들은 일본으로 출국하였다.

## 같이 보기
- 수요집회
- 일본군 위안부 피해자 목록